# Pascal Chane-Teng

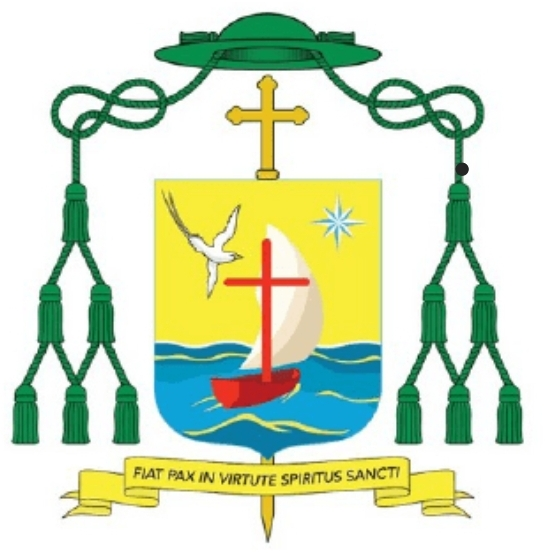
Bischofswappen von Pascal Chane-Teng

Pascal David Youri Chane-Teng (* 4. Juli 1971 in Le Tampon, Réunion) ist ein französischer römisch-katholischer Geistlicher und Bischof von Saint-Denis-de-La Réunion.

## Leben
Pascal Chane-Teng ist der Nachfahre chinesischer Emigranten, die aus der Provinz Guangdong im 19. Jahrhundert in die Region des Indischen Ozeans und 1923 schließlich nach Réunion kamen und der Volksgruppe der Hakka angehörten. Chane-Teng besuchte die Grundschule, das Collège und das Lycée in Le Tampon, wo er 1989 das Baccalauréat littéraire erlangte. 1994 erwarb er in Aix-en-Provence eine Maîtrise im Fach Rechtswissenschaft und in Clermont-Ferrand eine Maîtrise im Fach Privatrecht. Dort spezialisierte er sich von 1994 bis 1995 im Bereich Wirtschaftsrecht. Ein 1996 folgendes Studium der Kunstgeschichte schloss er 1997 mit einem Lizenziat ab. In dieser Zeit engagierte sich Chane-Teng im gregorianischen Chor der Kathedrale von Clermont-Ferrand, wo er seine Berufung zum Priesteramt entdeckte. Von 1997 bis 1998 absolvierte er ein theologisches Propädeutikum in Saint-Denis auf Réunion. Danach studierte er Philosophie am Priesterseminar in Saint-Denis (1998–2000) und Katholische Theologie am Priesterseminar in Bayonne (2000–2003). Chane-Teng wurde 2003 zum Diakon geweiht und wirkte anschließend in einer Pfarrei in Biarritz. Am 15. August 2004 empfing er in Le Tampon durch den Bischof von Saint-Denis-de-La Réunion, Gilbert Aubry, das Sakrament der Priesterweihe für das Bistum Saint-Denis-de-La Réunion.
Chane-Teng war nach der Priesterweihe zunächst als Pfarrvikar in Saint-Benoît (2004) und als Kaplan der Katholischen Aktion im Bistum Saint-Denis-de-La Réunion (2005) tätig, bevor er Pfarrer in solidum der Pfarrei in Saint-Benoît wurde. Nachdem er 2007 kurzzeitig in der Priesterausbildung am interdiözesanen Priesterseminar Notre-Dame de la Trinité in Beau Bassin auf Mauritius gewirkt hatte, wurde er 2008 für weiterführende Studien nach Rom entsandt. Dort erwarb er 2010 an der Päpstlichen Universität Gregoriana ein Diplom im Bereich Beziehungen zwischen der chinesischen Kultur und der christlichen Anthropologie sowie 2012 an der Päpstlichen Universität Urbaniana ein Lizenziat im Fach Missionswissenschaft.
2012 kehrte Chane-Teng in seine Heimat zurück und wurde Pfarrvikar der Pfarrei Saint-François d’Assise in Le Tampon. Von 2013 bis 2017 war er Pfarrer der Pfarrei Notre Dame de la Délivrance in Saint-Denis. Anschließend wirkte er als Pfarrer der Pfarrei Notre-Dame de l’Assomption in Sainte-Marie und gehörte dem Diözesanrat für den interreligiösen Dialog an. Ab 2018 war Chane-Teng zudem Generalvikar und Sekretär des Priesterrats des Bistums Saint-Denis-de-La Réunion. Darüber hinaus leitete er das Syndicat ecclésiastique des Bistums. Ferner fungierte er als Delegat für die in Frankreich studierenden Seminaristen und als Verantwortlicher des Projektteams für das katholische Bildungswesen. Außerdem gehörte er der theologischen Kommission der Bischofskonferenz des Indischen Ozeans (CEDOI) an und moderierte die Generalversammlungen der Bischofskonferenz. Überdies lehrte Chane-Teng an der Universität La Réunion im Rahmen des Studienprogramms République et Religions („Republik und Religionen“).
Am 19. Juli 2023 ernannte ihn Papst Franziskus zum Bischof von Saint-Denis-de-La Réunion. Der emeritierte Bischof von Saint-Denis-de-La Réunion, Gilbert Aubry, spendete ihm am 15. Oktober desselben Jahres auf dem Vorplatz der Pfarrkirche Saint-Esprit in Saint-Denis die Bischofsweihe; Mitkonsekratoren waren der emeritierte Bischof von Port-Louis, Maurice Kardinal Piat CSSp, und der Erzbischof von Reims, Éric de Moulins-Beaufort. Chane-Teng wählte den Wahlspruch Fiat pax in virtute Spiritus Sancti („Frieden und Kraft im Heiligen Geist“).